# Soffitta

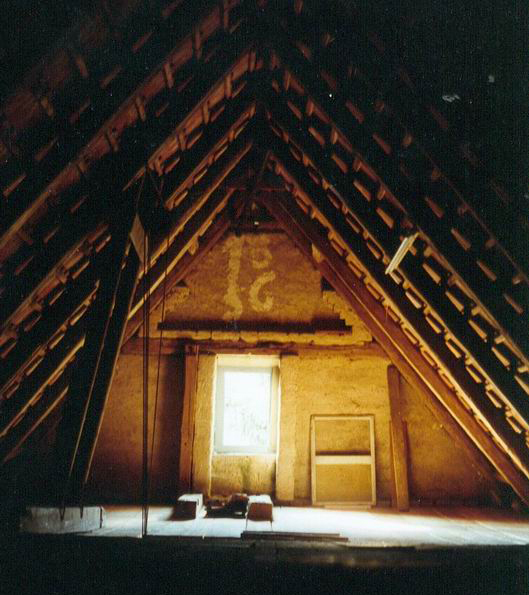
Una vecchia soffitta

La soffitta è una stanza sottotetto di un edificio, formata dallo spazio al di sotto delle falde della copertura e al di sopra del solaio del soffitto del piano più alto. Collegata all'abitazione con una scala, fissa o retrattile, è normalmente utilizzata come ripostiglio di mobili e oggetti di utilizzo poco frequente, oppure riadattata a sua volta ad abitazione (mansarda). Quest'ultimo utilizzo si è diffuso soprattutto a partire dai paesi nordici, dove l'elevata pendenza della copertura procura più spazio abitabile. Nei paesi più caldi invece (come quelli mediterranei) l'elevata temperatura raggiunta d'estate dalla copertura suggerisce di sfruttare il vano immediatamente al di sotto di essa per favorire la ventilazione naturale dell'edificio.
Negli edifici rurali la soffitta, tradizionalmente, è adibita a magazzino per conservare al riparo dai roditori e dall'umidità del terreno prodotti agricoli del raccolto (come granaglie) o da sottoporre ad essiccazione naturale.
La soffitta è un tipo di vano che tende a ridursi o scomparire negli edifici moderni, per varie ragioni. L'utilizzo del cemento armato ha favorito in molti paesi la diffusione del tetto piano in sostituzione di quello tradizionale a falde. La tecnologia offre soluzioni alternative per conseguire il benessere climatico nell'edificio, come il tetto ventilato o la climatizzazione forzata. Il cambiamento degli stili di vita e la speculazione edilizia favoriscono lo sfruttamento a scopo abitativo di tutti gli spazi dell'edificio.

## La soffitta nella cultura di massa
(Tiziana Rivale, La soffitta (1986))
Descritte generalmente come buie, polverose, piene di cianfrusaglie, le soffitte si sono conquistate un posto unico nella cultura popolare come luogo pauroso e misterioso. Il tema più frequentemente associato alle soffitte è la (ri)scoperta di oggetti perduti coperti di polvere e nascosti sotto pile di cose inutili. Spesso anche nei film e nei telefilm il momento di un trasloco diventa l'occasione per fare pulizia in soffitta e ritrovare vecchi ricordi che permettono lunghi flashback nella memoria. È molto comune, sempre nei libri e nei film, la scoperta che qualcosa di terribile è stato nascosto in soffitta.